# Veerdienst Lavik - Oppedal

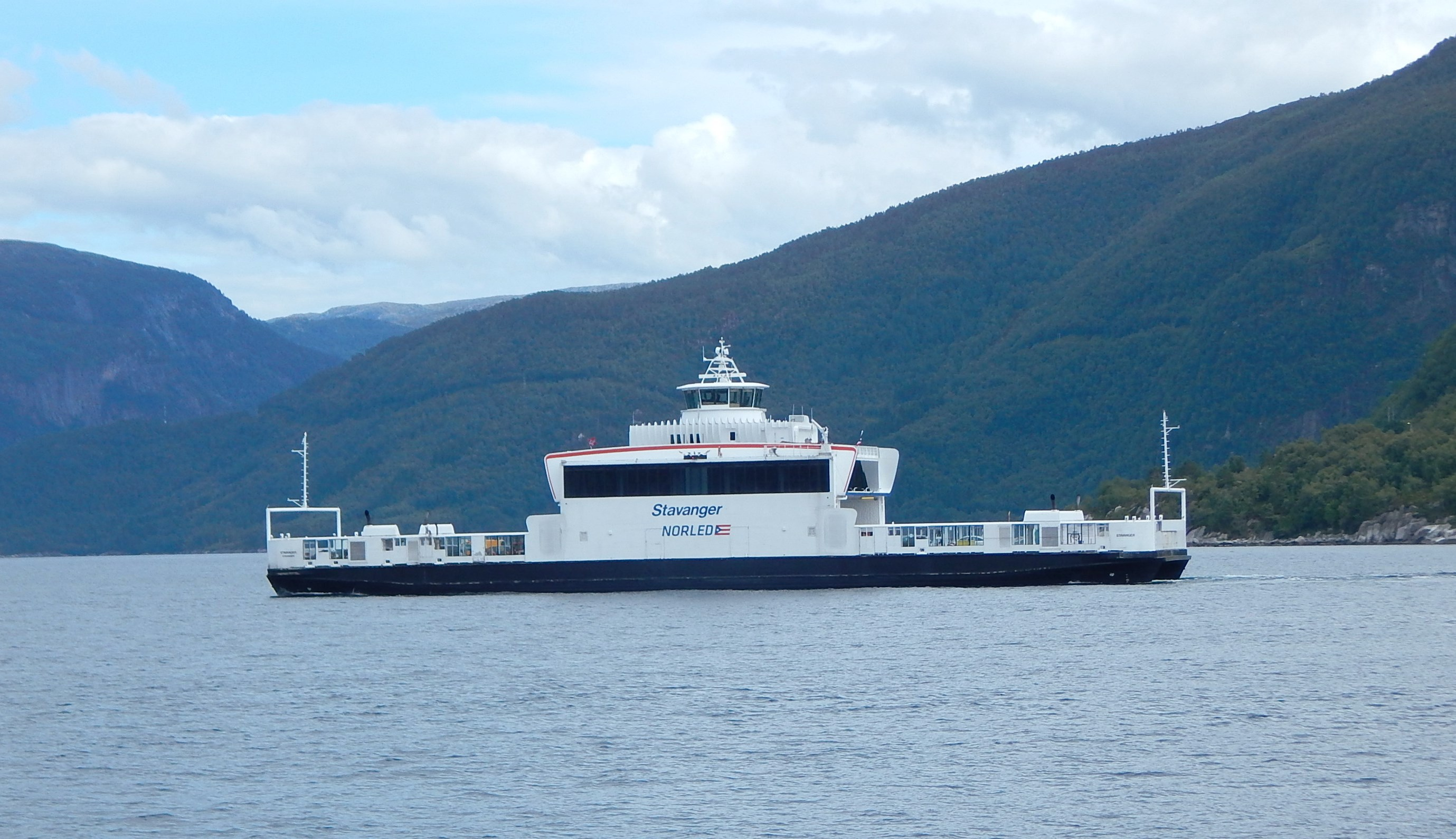
MF Stavanger

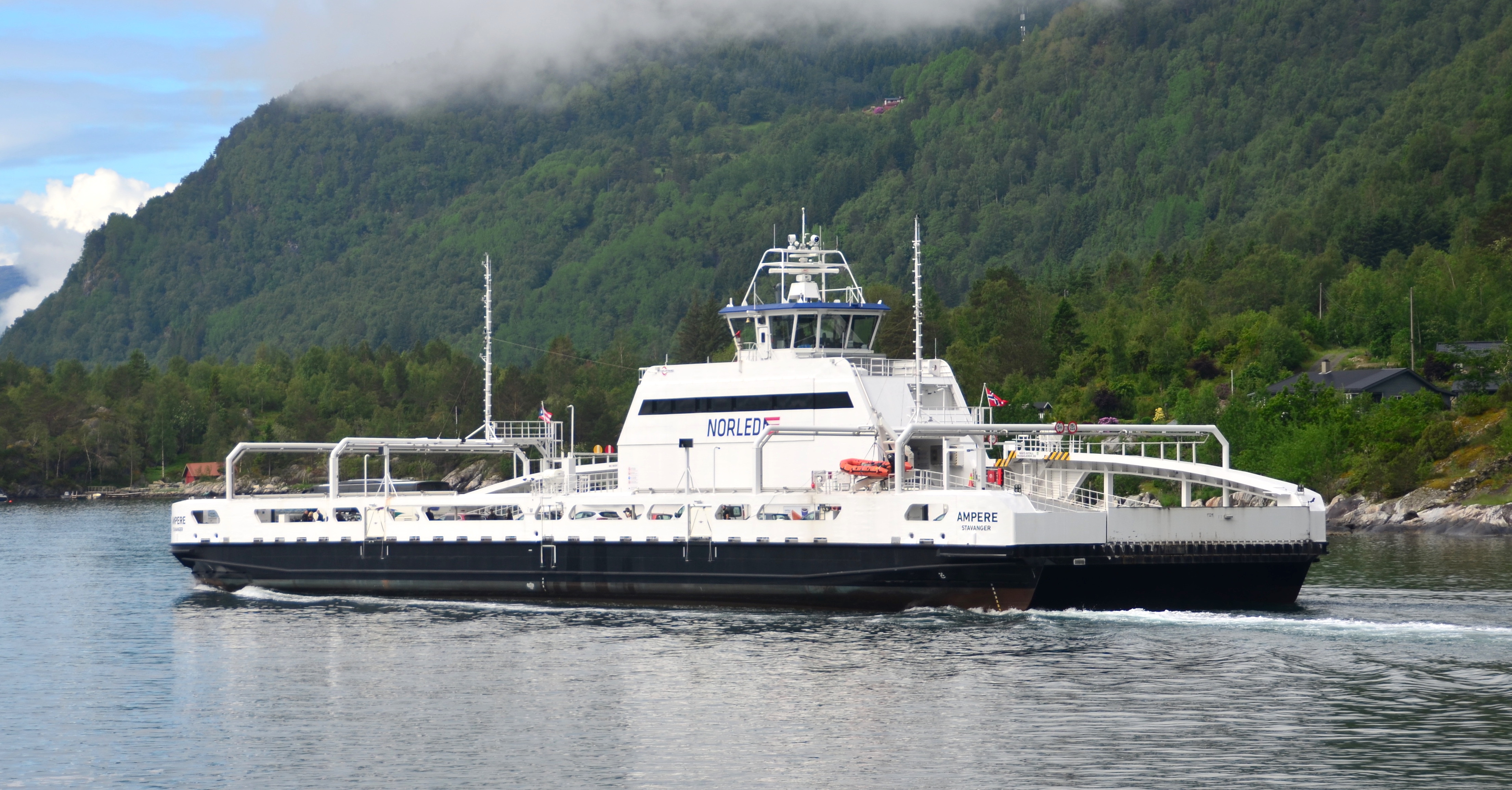
MF Ampere

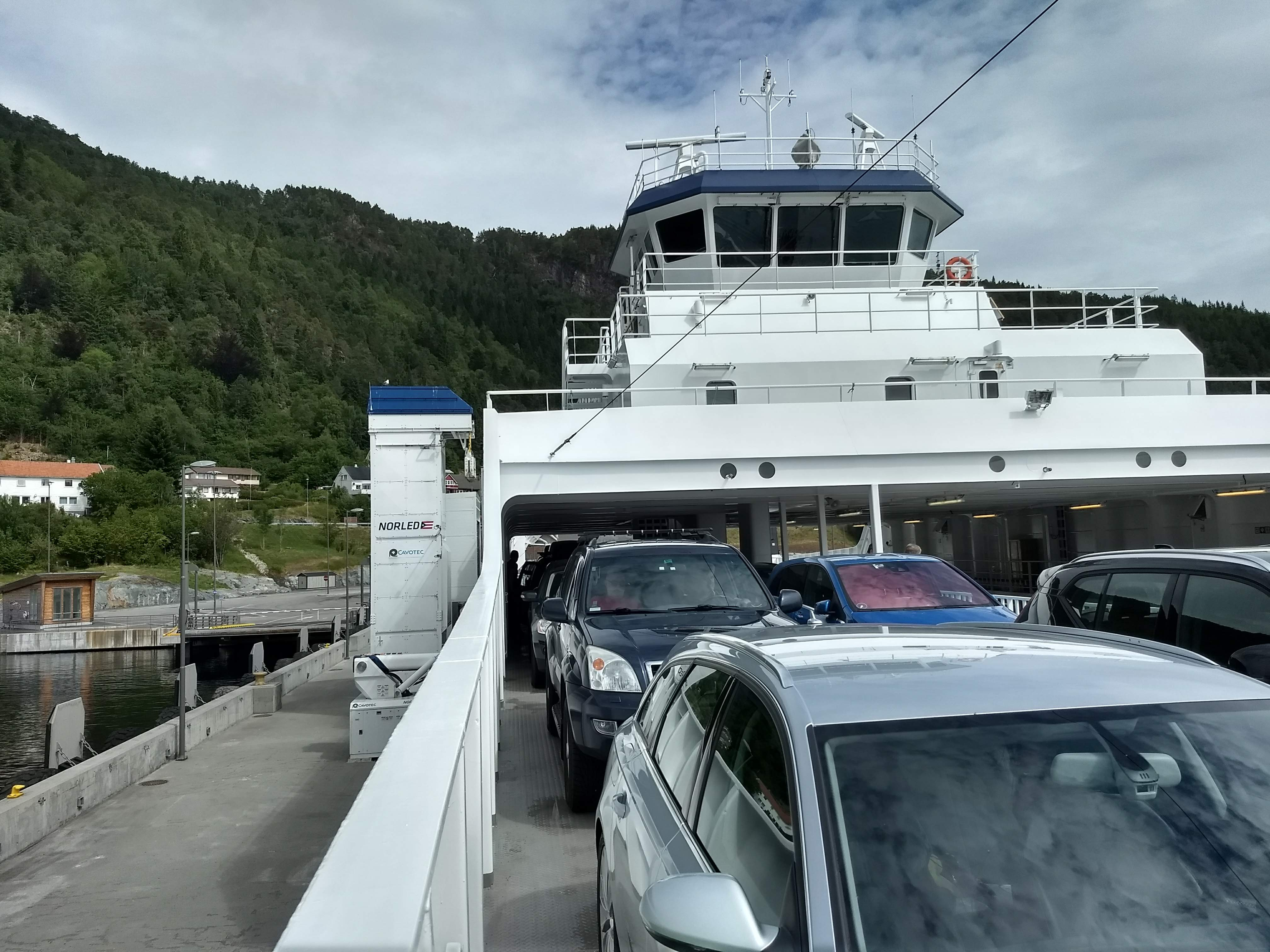
2018–Foto vanaf de ferry

De veerdienst Lavik - Oppedal is een veerverbinding in Noorwegen tussen de plaatsen Lavik en Ytre Oppedal beide gelegen in de provincie Vestland aan weerszijden van het Sognefjord. De verbinding is onderdeel van de E 39. De overtocht van ongeveer 5,6 kilometer duurt zo'n 20 minuten. Sinds 2015 wordt de dienst mede uitgevoerd door de MF Ampere, de eerste volledig elektrische veerboot in de wereld.
Oorspronkelijk voer de veerboot alleen in de zomer, maar sinds 1964 vaart de dienst het gehele jaar. De vaarroute is meermalen aangepast, afhankelijk van het gereedkomen van de aansluitende wegen. 